# Ga Gyeongju
Ga Gyeongju là ga đường sắt ở thành phố Gyeongju. Nó nằm trên Đường sắt cao tốc Gyeongbu và Tuyến Donghae. 